# Künstlerhaus Klagenfurt

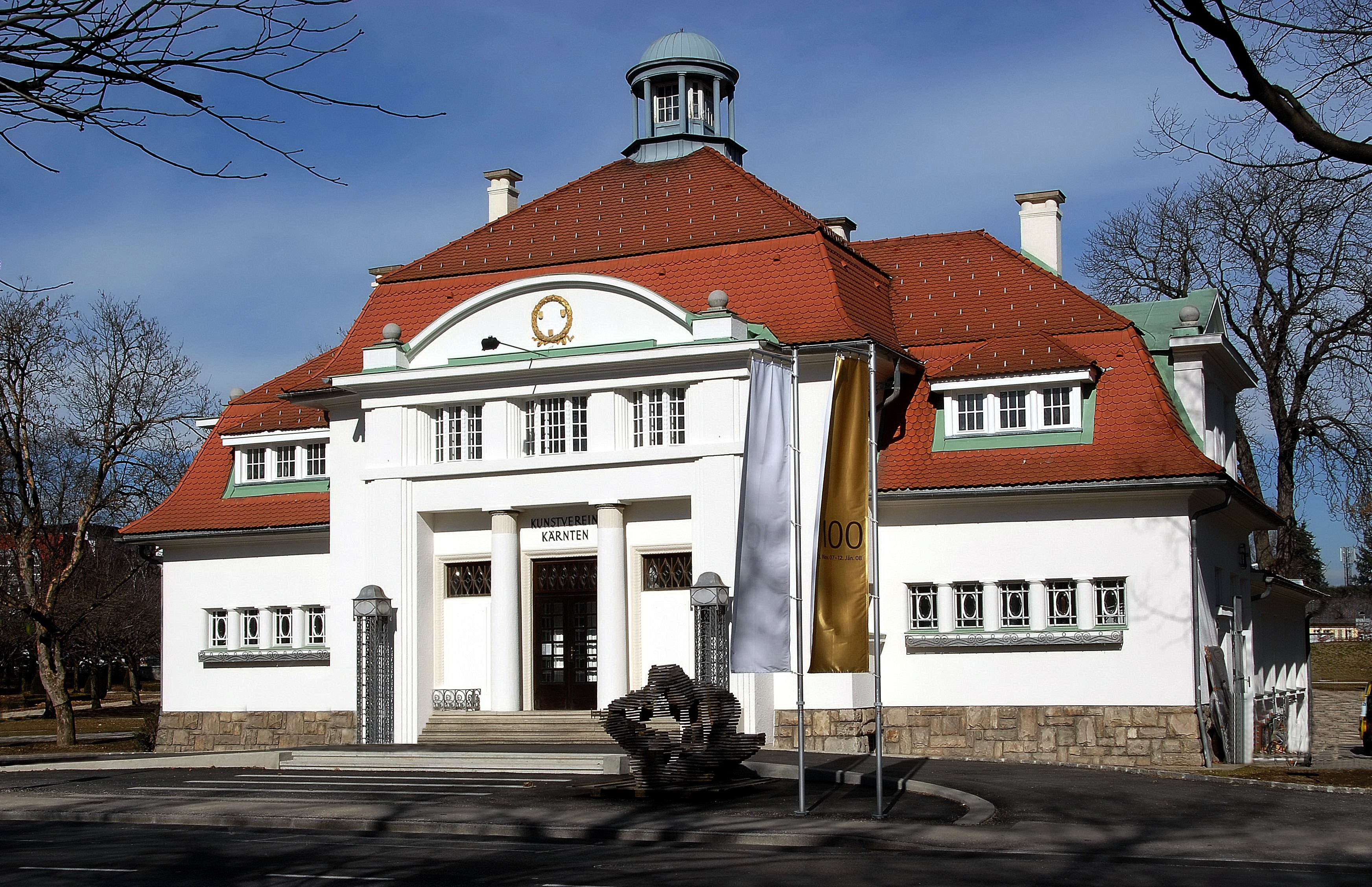
Das Künstlerhaus Klagenfurt

Das Künstlerhaus Klagenfurt ist Sitz und Ausstellungsgebäude des Kunstvereins Kärnten.
Der Kunstverein Kärnten wurde im Jahr 1907 mit dem Impetus gegründet mit dem Ziel, zum 60. Thronjubiläums Kaiser Franz Josephs im Jahr 1908 ein Ausstellungsgebäude zu errichten. Der Spendenaufruf war erfolgreich, und so wurde bis zum Jahr 1913 am Goethepark in der Klagenfurter Innenstadt das Gebäude nach Plänen Franz Baumgartners errichtet. Die Bauleitung nahm Georg Horčička wahr.
Das denkmalgeschützte Gebäude wird der Wörtherseearchitektur zugerechnet, einer Synthese aus Jugendstil, Heimatstil und Neubarock.

## Belege
1. ↑  Kunstverein Kärnten. In: kunstvereinkaernten.at. Abgerufen am 4. März 2019.
2. ↑  100 Jahre Kunstverein Kärnten. In: kunstvereinkaernten.at. Abgerufen am 4. März 2019.
3. 1 2  woerthersee-architektur.at - Künstlerhaus. In: woerthersee-architektur.at. Abgerufen am 4. März 2019.

Koordinaten: 46° 37′ 37,2″ N, 14° 18′ 10,6″ O